# Circuit Mont-Tremblant
Circuit Mont-Tremblant eller Le Circuit är en racerbana i Saint-Jovite i Québec, 145 km nordväst om Montréal i Kanada.
Kanadas Grand Prix i Formel 1 kördes två gånger här.

## F1-vinnare
| Säsong | Förare      | Tillverkare  |
| ------ | ----------- | ------------ |
| 1970   | Jacky Ickx  | Ferrari      |
| 1968   | Denny Hulme | McLaren-Ford |